# Audrey Niffenegger

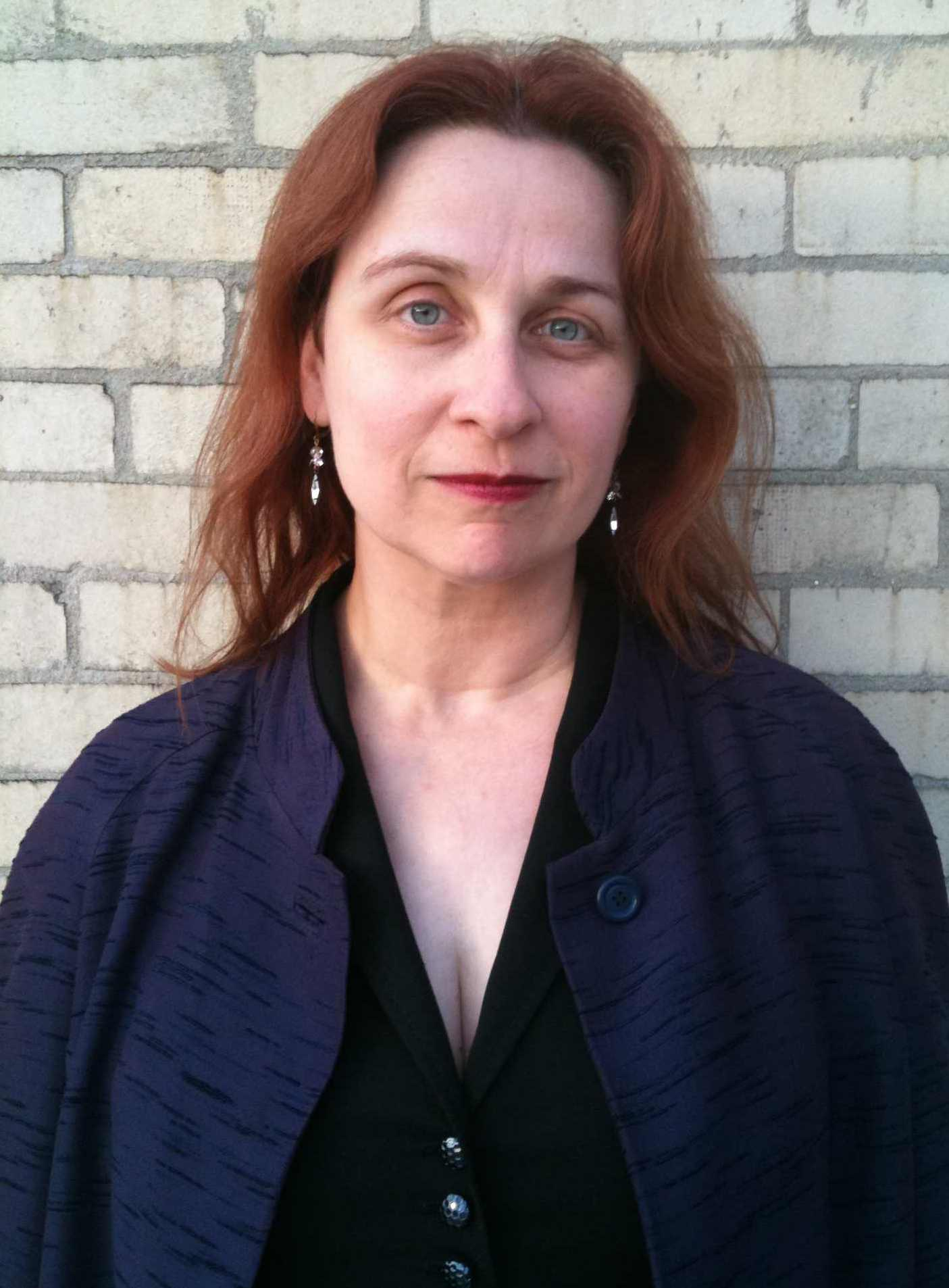
Audrey Niffenegger, 2009

Audrey Niffenegger (ur. 13 czerwca 1963 w South Haven, Michigan) – amerykańska pisarka i plastyczka.
Mieszka w Chicago. Wykłada w koledżu Columbia College Chicago, jest członkiem założycielem literacko-artystycznej grupy T3 (Text 3). 
Debiutancka powieść Niffenegger, Żona podróżnika w czasie (2003, polskie wydanie 2004), stała się bestsellerem. Jest to niekonwencjonalny romans o mężczyźnie cierpiącym na rzadką chorobę genetyczną, sprawiającą, że podróżuje w czasie, oraz jego żonie-plastyczce, która musi radzić sobie z jego częstymi i nieprzewidywalnymi zniknięciami. Ekranizacja powieści The Time Traveler's Wife (w Polsce pt. Zaklęci w czasie) weszła na ekrany kin w 2009 Film w bazie IMDb (ang.). 
Niffenegger jest również autorką powieści graficznej, czy też "powieści w obrazkach", jak sama ją nazywa, zatytułowanej The Three Incestuous Sisters (Trzy kazirodcze siostry). Książka opowiada o trzech niezwykłych siostrach, mieszkających w domu nad brzegiem morza. Ze względu na styl grafiki i nastrój jest porównywana do prac Edwarda Goreya. 

## Twórczość literacka

### Powieści
- The Time Traveler's Wife (2003) - Żona podróżnika w czasie (2004), wydana również pod innymi tytułami Miłość ponad czasem: Historia inna niż wszystkie i Zaklęci w czasie
- Her Fearful Symmetry (2010) - Lustrzane odbicie (2010)

### Książki graficzne
- The Spinster (1986)
- Aberrant Abecedarium (1986)
- The Murderer
- Spring
- The Three Incestuous Sisters (2005)
- The Adventuress (2006)

### Opowiadania
- Jakob Wywialowski and the Angels (2004)
- "Prudence: The Cautionary Tale of a Picky Eater" w książce Poisonous Plants at Table (2006)